# R38 (Luftschiff)

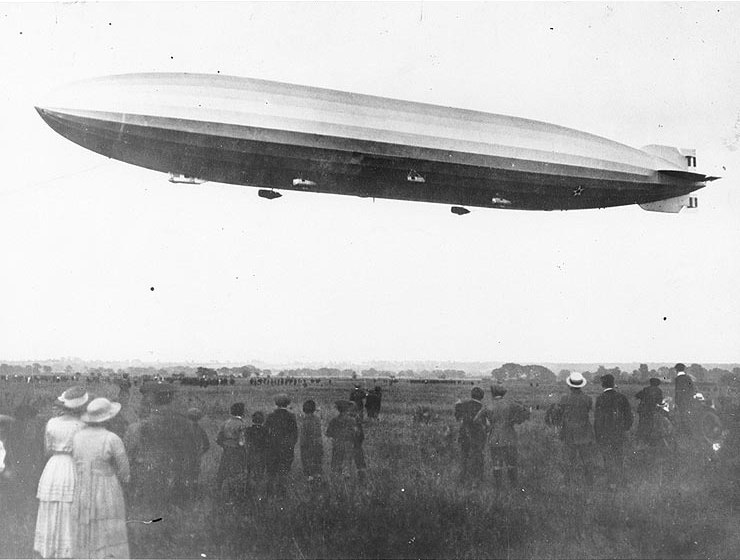
Die erste Versuchsfahrt

Die R38 war ein Starrluftschiff, das im Auftrag der US-Marine 1921 in Großbritannien gebaut wurde. Die amerikanische Bezeichnung ZR-2 war bereits während der Testfahrten über Großbritannien auf dem Rumpf angebracht.

## Entwicklung und Bau
Stützpunkt von ZR-2 in Amerika sollte Lakehurst werden. Dazu sollte das Luftschiff nach Abschluss der Testfahrten über den Atlantik überführt werden. Durch Verzögerungen beim Bau von ZR-1 USS Shenandoah wurde R38/ZR-2 das erste der fünf bis heute (2009) gebauten US-amerikanischen Starrluftschiffe. Es fuhr schon fast ein Jahr vor dem Baubeginn von ZR-1. Der Bau des britischen R37 bei Short Brothers war zuvor verworfen worden, nachdem mit 325.000 Pfund bereits 93 % der Bausumme ausgegeben worden war und nur noch die Hülle und die Gaszellen fehlten.
Bei seiner ersten Versuchsfahrt, die am 23. Juni 1921 bei den Royal Airship Works in Cardington stattfand, war R38/ZR-2 mit etwa 213 m Länge und 85.000 Kubikmetern (andere Quelle 77.000 m³) Traggasvolumen (Wasserstoff) das weltgrößte bis dahin gebaute Luftschiff. Diesen Titel sollte es auch noch bis 1928, dem Bau von LZ 127 Graf Zeppelin, behalten.
Die Konstruktion basierte auf einem deutschen Entwurf für ein leichtes, hochfahrendes Kriegsluftschiff, das weniger für hohe Geschwindigkeiten oder gute Manövriereigenschaften ausgelegt war, als vielmehr für große Fahrthöhen, um feindlichen Flugzeugen zu entgehen. So betrug der Ringabstand beispielsweise 15 m.
In den folgenden Wochen wurden drei weitere Testfahrten zur Erprobung des Schiffes und die Einweisung der aus den USA angereisten Abordnung der zukünftigen Besatzung unternommen.

## Das Ende

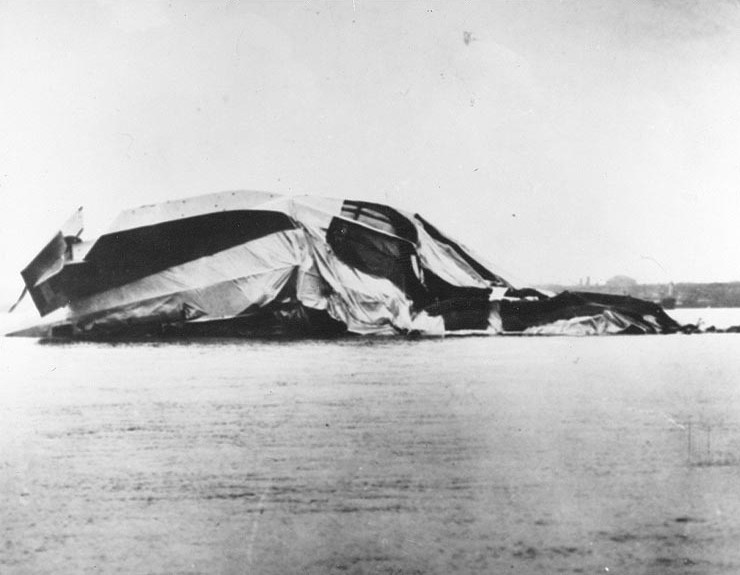
Das Wrack von R38 auf dem Humber

Die vierte Testfahrt begann am 23. August 1921. Nach einer Nacht über dem Meer wurden am nächsten Tag Volllast- und Manövrierversuche unternommen. Dabei zerbrach das Gerippe des Luftschiffs in der Luft. Im vorderen Teil entzündete sich das Wasserstoffgas; dieser Teil stürzte in den Fluss Humber in der Nähe des Ortes Hull. Alle Besatzungsmitglieder, die sich in ihm aufgehalten hatten, kamen bis auf Kapitän Wann um. Der hintere Teil stürzte auf eine Sandbank, in ihm überlebten vier Besatzungsmitglieder. Insgesamt überlebten den Absturz am 24. August nur fünf der 49 englischen und amerikanischen Besatzungsmitglieder, davon ein Amerikaner. 16 Angehörige der US-Marine, und damit fast alle erfahrenen US-amerikanischen Starrluftschiffer, starben. R38/ZR-2 war zwar mit Fallschirmen für alle Besatzungsmitglieder ausgestattet, die sich an verschiedenen Stationen befanden, die meisten Nutzer dieser Fallschirme landeten jedoch in brennendem Petroleum.
Dieses Unglück bedeutete das Aus für die britische Militärluftschifffahrt und unterbrach den britischen Luftschiffbau für etwa 10 Jahre. Er wurde erst mit R100 und R101 fortgesetzt. Die US-Marine bestellte in Deutschland 1922 als Ersatz für das entgangene Schiff den Zeppelin LZ 126, der unter der Bezeichnung ZR-3 „USS Los Angeles“ zum erfolgreichsten Starrluftschiff Amerikas werden sollte.

## Technik
- Antrieb: sechs Sunbeam-Cossack-Motoren mit insgesamt 1550 kW
- Gerüst: 17-eckig mit 14 Gaszellen
- Nutzlast: 46 t
- ermittelte Höchstgeschwindigkeit: 113 km/h